# ペトラ・ロスナー
ペトラ・ロスナー（ドイツ語：Petra Roßner (Rossner)、1966年11月14日 - ）は、旧東ドイツ、ライプツィヒ出身の元女子自転車競技選手。

## 来歴
1989年
- トラックレース世界選手権 個人追抜 2位

1991年
- トラックレース世界選手権
  -  個人追抜 優勝

1992年
- バルセロナオリンピック
  -  個人追抜 優勝

2001年
- ドイツ選手権
  - 個人ロードレース 優勝
  - ポイントレース 優勝
  - 個人追抜 優勝
- ホラント・レディス・ツアー 総合優勝

2002年
- UCI女子ロードワールドカップ 総合優勝

2004年
- ドイツ選手権 個人ロードレースを優勝したが、同年開催される、アテネオリンピックのドイツ代表から漏れた。この決定に立腹した、同居相手（ルームメイト）のユーディト・アルントが、同大会の個人ロードレースのゴール直前、ドイツ自転車競技連盟に対する抗議の意味を込めて、中指を立てるしぐさを行なったことが物議を醸した[1]。その後、UCI女子ロードワールドカップ総合2位になったことを最後に同年限りで引退することになった。